# Inquisivi
Inquisivi è un comune (municipio in spagnolo) della Bolivia, capoluogo della provincia di Inquisivi (dipartimento di La Paz) con 17 209 abitanti (dato 2010).
La città fu formalmente istituita il 2 novembre 1844 dal Gen. Narciso Campero che la elesse anche a capoluogo della nuova provincia.

## Cantoni
Il comune è suddiviso in 8 cantoni (popolazione 2001):
- Arcopongo - 4 046 abitanti
- Capiñata - 1 699 abitanti
- Cavari - 2 024 abitanti
- Eduardo Abaroa - 949 abitanti
- Escola - 1 904 abitanti
- Inquisivi - 3 495 abitanti
- Pocusco - 960 abitanti
- Siguas - 1 066 abitanti